# Philippe Boegner
Pour les articles homonymes, voir Boegner.
Philippe Boegner (7 janvier 1910 à Aouste-sur-Sye - 14 octobre 1991 à Boulogne-Billancourt) est un journaliste, patron de presse et écrivain français, qui participa à la Résistance. Il fut successivement à la direction de  Marie Claire, Paris Soir et de Paris Match.

## Biographie

### Famille et débuts
Fils du pasteur Marc Boegner, l'une des grandes figures du protestantisme français et de la Résistance au nazisme, membre de l'Académie française. Après des études à l'École libre des sciences politiques de Paris, le jeune Philippe, licencié ès-lettres, fait ses premières armes dans l’édition, en étant l'auteur de Et puis après ?, première traduction française, en 1933 , d’un roman de l’écrivain allemand Hans Fallada, de 1932, intitulé : Kleiner Mann, Was nun ?, dont les protagonistes sont un jeune couple victime de la crise économique et de l'inflation qui frappent l'Allemagne dans les années 1920.

### L'entre deux-guerres
Comme de nombreux journalistes, il participe à la rédaction du journal La Lutte des jeunes, lancé deux semaines après les émeutes du 6 février 1934, avec Pierre Drieu la Rochelle, Pierre Frédérix, Bertrand de Jouvenel, Henri Lefort, Pierre Norgueuv, Georges Roditi, Guy Zucarelli et Pierre Mouton (journaliste). En décembre 1934, il est appelé par Lucien Vogel, directeur depuis 1928 de Vu (magazine) pour en devenir le rédacteur en chef, poste qu'il quitte au printemps 1937 pour devenir rédacteur en chef de Marie Claire que vient de fonder l'industriel du textile nordiste Jean Prouvost.

### La Seconde Guerre mondiale
En mai et juin 1940, il dirige le service photographique des armées. Sous l'Occupation, resté proche de Jean Prouvost, il est journaliste et secrétaire général de Paris Soir, qui tirait à deux millions d'exemplaires avant 1939. L'équipe comporte aussi André Roux et Raymond Cartier. Le premier a pour mission de veiller pour le compte de Jean Prouvost sur la sortie quotidienne du journal, qui s'est installé à Lyon.
Dans cette ville, Philippe Boegner tente de s'opposer à la « censure de Vichy » et à « l'intrusion de l'Etat dans toute une profession » au point de « l'étouffer complètement » . Il participe le 31 décembre 1943, à une opération-surprise : un faux numéro du journal Le Nouvelliste, tiré à 30 000 exemplaires, distribué dans les kiosques et chez les marchands de journaux lyonnais par la Résistance lyonnaise.

### Le soutien à Jean Prouvost après-guerre
Après la guerre, son ex-employeur Jean Prouvost, qui fut en 1940 l'éphémère ministre de l’Information du gouvernement de Paul Reynaud, est exproprié de Paris Soir, ce qu'il vit très mal. Son équipe de direction est soumise à des tracasseries et violences puis lui-même est menacé d’un procès pour collaboration. Pendant près de trois ans, il préfère se cacher dans différents endroits que lui trouve Philippe Boegner, d'abord en Vendée, dans le Château de la Chardière de la Comtesse de Suzannet, dont le fils est tué sur le front de la Guerre d'Indochine, puis dans l'une des maisons du domaine de la belle-famille de son ami et bras droit André Roux, à Poncelles, où Philippe Boegner l'aide à démontrer, comme le dira un arrêt de la Chambre d’accusation de la Haute Cour de Justice en 1947, qu'il s’est « réhabilité en prenant une part efficace, active et soutenue à la Résistance contre l’occupant ».

### Directeur deParis-Match
Philippe Boegner prépare ensuite un nouveau journal qu'il va diriger jusqu'en mars 1953, qui permet à l'industriel Jean Prouvost de revenir dans la presse : c'est Paris Match qu'il cofonde en  mars 1949 avec Paul Gordeaux André Roux et Hervé Mille, rejoints par Gaston Bonheur,ex-rédacteur en chef de Paris-Presse, et sa bande, dont Roger Thérond. André Roux, après un passage dans l'administration des Finances, en est le secrétaire général, qui signe aussi des articles, puis l'administrateur. Jean Prouvost invite dans sa propriété en Sologne Philippe Boegner.

#### Achat des photos de Maurice Herzog à l'Annapurna
Nommé directeur de Paris Match dès son arrivée, il réussit l’un des premiers « coups » de l’hebdomadaire, en signant un chèque de 600 000 francs pour racheter une série de photos montrant l’exploit de l’alpiniste Maurice Herzog, victorieux de l’Annapurna. 

#### Soutien à la Guerre d'Indochine
Soutien de la Guerre d'Indochine, Philippe Boegner déplore que les Français ne s'y intéressent pas plus et Paris Match s'investit massivement dans les reportages texte et photos la couvrant. 
Comme L'Aurore, le magazine participe à l'orchestration de campagnes d'opinion martelant un ferme anticommunisme voulant que la France défende en Extrême-Orient la liberté, lançant des cris d'alarme du lobbying civil, financier et militaire en faveur d'un renforcement de l'effort de guerre. 

#### Reproches de Jean-Prouvost après les reportages de Philippe de Baleine et Willy Rizzo
À Noël 1951, il est encore invité en Sologne par Jean Prouvost, mais ce dernier souhaite s'impliquer beaucoup plus dans le journal après le succès du numéro en photos sur le Couronnement d'Élisabeth II en Angleterre en juin 1952, qui culmine à un tirage de 1,35 million d'exemplaires. 
Le 28 novembre 1952, Jean Prouvost lui fait remettre par son homme de confiance André Roux une note l'informant qu'il n'a plus le pouvoir de diriger la rédaction comme il l'entend, notamment pour les engagements de frais. Souhaitant renouveler le style de reportage, Philippe Boegner venait d'envoyer en Indochine les reporters Philippe de Baleine et Willy Rizzo pour un reportage remarqué par le public, et critiqué par l'armée, lors des épisodes les plus difficiles pour la presse,, pendant la Guerre d'Indochine. Le duo a inspiré par la suite les personnages de Walter Rizotto et Jean-Loup de la Batellerie dans Les Bijoux de la Castafiore en 1962.

#### Recrutement du capitaine Joël Le Tac
Pour couvrir la guerre, il recrute en 1953 comme pigiste puis comme permanent à Paris-Match, un grand résistant, Joël Le Tac, qui avait servi comme capitaine en Indochine avant d'intégrer en janvier 1952 le bataillon français de l'ONU, combattant dans les batailles de Kumwha, du triangle de Fer et de T Bone de la Guerre de Corée. 
À Diên Biên Phu en 1954, Joël Le Tac et Michel Descamps, rapportèrent des clichés de grande valeur, très attendus en Métropole, et l'information que pour les soldats français, « les carottes sont cuites ». « Sensible à la Guerre d'Indochine », le journal s'en désintéresse cependant après la défaite.
Philippe Boegner a entre-temps quitté la direction du journal en 1953, pour rejoindre le groupe Excelsior Publications, qui le nomme directeur de la rédaction de Science et vie,.

### Directeur du Temps de Paris
Philippe Boegner est ensuite appelé à fonder un nouveau quotidien. En novembre 1954, il est convoqué, par Antoine Pinay, ex-président du conseil, énervé depuis que Le Monde publié le « rapport Fechteler » en 1952, Alfred Fabre-Luce ayant servi d'intermédiaire. Lors de deux entretiens, il lui demande de créer un concurrent, qui reprendra le nom du quotidien du matin Le Temps, titre de référence pour les questions diplomatiques et internationales, dont l'imprimerie, l'immeuble, la typographie et le format, avaient été attribués en 1944 au quotidien  d'Hubert Beuve-Méry. 
Les éditoriaux d'Hubert Beuve-Méry sur la Guerre d'Indochine et les questions coloniales irritaient une partie du patronat, qui veut le concurrencer efficacement par un "journal défenseur des valeurs chrétiennes et de la civilisation occidentale". Le nouveau quotidien s'appellera cette fois Le Temps de Paris, avec pour mission d'affaiblir Le Monde et défendra l'Atlantisme et l'Algérie française,. Philippe Boegner rend un premier rapport le 10 décembre 1954, une quasi-étude de marché proposant plutôt un quotidien du matin, alors que Pinay insistait pour le soir.
Pinay, devenu ministre des Affaires étrangères en février 1955 déclare que ses financiers exigent un quotidien du soir, et décide d'obtenir le droit de l'appeler Le Temps. Jean Jardin, qui vit à Vevey, en Suisse, participe à l'élaboration du projet avec son voisin Paul Morand, qui se réjouit de la perspective de voir le futur quotidien pouvoir faire signer le prestigieux résistant et écrivain André Olivier dans les pages littérature. 
Rejoint aussi par André Guérin au poste de rédacteur en chef, Temps de Paris est finalement lancé en avril 1956 grâce à un budget très important  et un capital de 400 millions. Les annonces dans les cinémas et l'affichage public concentrent à eux seuls l'importante campagne de lancement car toute la presse refuse d'accueillir les publicités. Le quotidien sera finalement un échec, avec deux tiers d'invendus après une semaine, même s'il a de bons résultats en Algérie, où il s'en vend au mois de mai 4 fois plus que Paris-Presse, autant que Le Monde et Le Figaro réunis, presque autant que France-Soir. Après 66 numéros, il est arrêté en juillet 1956.
La crise de 1951 au Monde avait été surmontée via "l'unité de la rédaction autour de son directeur" et sa lige de "neutralisme" incarnée dans une série d'articles d'Etienne Gilson publiés en 1950 puis de "non aligné", préfigurant un mouvement intellectuel qui sera incarné plus tard par une "nouvelle gauche".
Le contenu du "rapport Fechteler", attribué par erreur au commandant en chef de la flotte américaine en Méditerranée, avait été déjà publié aux États-Unis dans une revue de défense "très officielle" sous le titre "La mer de la décision", reflétant aussi l'avis exprimé par l'amiral Raoul Castex dans la Revue de défense nationale.
"Il n'y aura jamais de problème d'argent (...) Vous aurez tout ce que vous voulez", lui avait confié Pinay, soutenu par d'autres commanditaires "hétérogénes", Robert André (Esso), le groupe de Clermont-Ferrand (Morizot), la famille Dupuy (ex-Petit Parisien), Roger Mouton (banque Worms) et le duc d'Harcourt.
Le roman, "À peine un printemps" est publié en feuilleton par le nouveau quotidien mais la fusion ratée avec Paris-Presse va causer son échec. Son financement a été pensé à une époque où semble oubliée la "banque coopérative de la presse" imaginée en 1944, malgré les conséquences du départ de Claude Bourdet de Combaten février 1950, suivi par une grande partie de la rédaction, Henri Smadja modifiant la ligne politique et le transformant en une société anonyme où il est majoritaire, ce qui est suivi par une "baisse progressive du tirage".

### Le groupe Del Duca
En 1958, Philippe Boegner devient directeur délégué du quotidien Paris-Journal, fondé sur les dépouilles de Franc-Tireur, racheté en 1957 par le groupe de presse de Cino Del Duca puis travaille à Paris Jour, qui succède à Franc-Tireur.

### Arts et littérature
Mélomane avisé et passionné, il se rend trois ou quatre fois par semaine, au Théâtre des Champs-Élysées ou à la Salle Gaveau, lorsqu'il dirige dans les années soixante le journal Le Nouveau Candide.
En 1982, dans son livre « Ici, on a aimé les juifs » (Lattès), il raconte la courageuse résistance des habitants du village protestant de Chambon-sur-Lignon, en Haute-Loire, pendant les années 1942-1944, à l'initiative des pasteurs André Trocmé et Edouard Theis. Puis rédige en 1992 une biographie de son père, figure du protestantisme, sous la forme des carnets de ce dernier, annotés.
Plusieurs de ses ouvrages littéraires ou polémiques, ont été distingués par des prix.
Philippe Boegner, grand fumeur, a fait face à un cancer de la gorge qui a entraîné l’ablation d'une corde vocale.

## Livres
- Presse, argent et liberté (1969)[5]. ;
- Cette presse malade d'elle-même (1973) ;
- Oui, patron (1976) ;
- Les Punis (1978) ;
- L'Enchaînement (1980, Prix Chateaubriand) ;
- Un Dîner en ville (1984);
- Boegner, 1940-1945). Carnets, présentés et annotés par Philippe Boegner, Fayard, 1992;
- Ici on a aimé les Juifs, J.-C. Lattès, 1982, Prix de la LICRA)[2];